# Denice
Denice (piemontiul: Dens) település Olaszországban, Piemont régióban, Alessandria megyében. Lakosainak száma 170 fő (2023. január 1.). Denice Mombaldone, Monastero Bormida, Montechiaro d’Acqui, Ponti és Roccaverano községekkel határos.

## Népesség
A település lakossága az elmúlt években az alábbi módon változott:
| Lakosok száma | 173  | 172  | 170  |
|               | 2017 | 2018 | 2023 |